# Neostichtis ignorata
Neostichtis ignorata là một loài bướm đêm trong họ Noctuidae.